# Cornelis Schellinger
Cornelis Schellinger (Amsterdam, 21 augustus 1711 – Zeist, 26 februari 1778) was een rijke ijzerhandelaar en patriciër uit Amsterdam. 
Cornelis Schellinger werd geboren als de zoon van Rutger Schellinger en Maria van Laer, die behoorden tot de Doopsgezinde Gemeente 'Lam en Toren' op de Singel bij het Koningsplein.
Cornelis trouwde in 1735 met Sophia Centen (Amsterdam, 11 mei 1717 – Zeist, 24 januari 1769). Hij woonde toen ouderloos in de Haringpakkerij, zijn ouders waren op dat moment overleden. Sofia woonde in haar jeugd op de Herengracht, ook haar ouders waren bij het huwelijk reeds overleden. Cornelis en Sofia bewoonden een huis op het latere adres Singel 100. Ze kregen samen drie kinderen.

## Herrnhutters
In 1746 trok hij zich uit zaken terug en verkocht de ijzerhandel die hij waarschijnlijk door vererving in bezit had gekregen. Met zijn broer Jacob Schellinger kwam hij in aanraking met Nicolaas Lodewijk, graaf von Zinzendorf. Op diens landgoed Berthelsdorf in Saksen had zich een kolonie vluchtelingen uit Bohemen gevestigd. De kolonisten behoorden tot de oude Broederuniteit, gebaseerd op het gedachtegoed van Johannes Hus. De 'Broederuniteit' of 'Moravische Broeders', ook wel 'Evangelische Broedergemeente' werd in de wandeling de 'Herrnhutters' genoemd (Hut des Herrn: hoede des Heren). Zinzendorf had plannen om ook in Nederland een kolonie te stichten. Broer Jacob kocht in IJselstein grond, waarop hij tussen 1737 en 1738 een huis en nederzetting ’s Herendijk liet bouwen. Het huis moest dienen als tijdelijk onderkomen voor trekkende zendelingen. Toen de Herrnhutters in conflict raakten met de gereformeerde kerk, zo werd bijvoorbeeld geen toestemming verkregen om een eigen begraafplaats te stichten, werd naar een ander onderkomen gezocht. 

## Slot Zeist

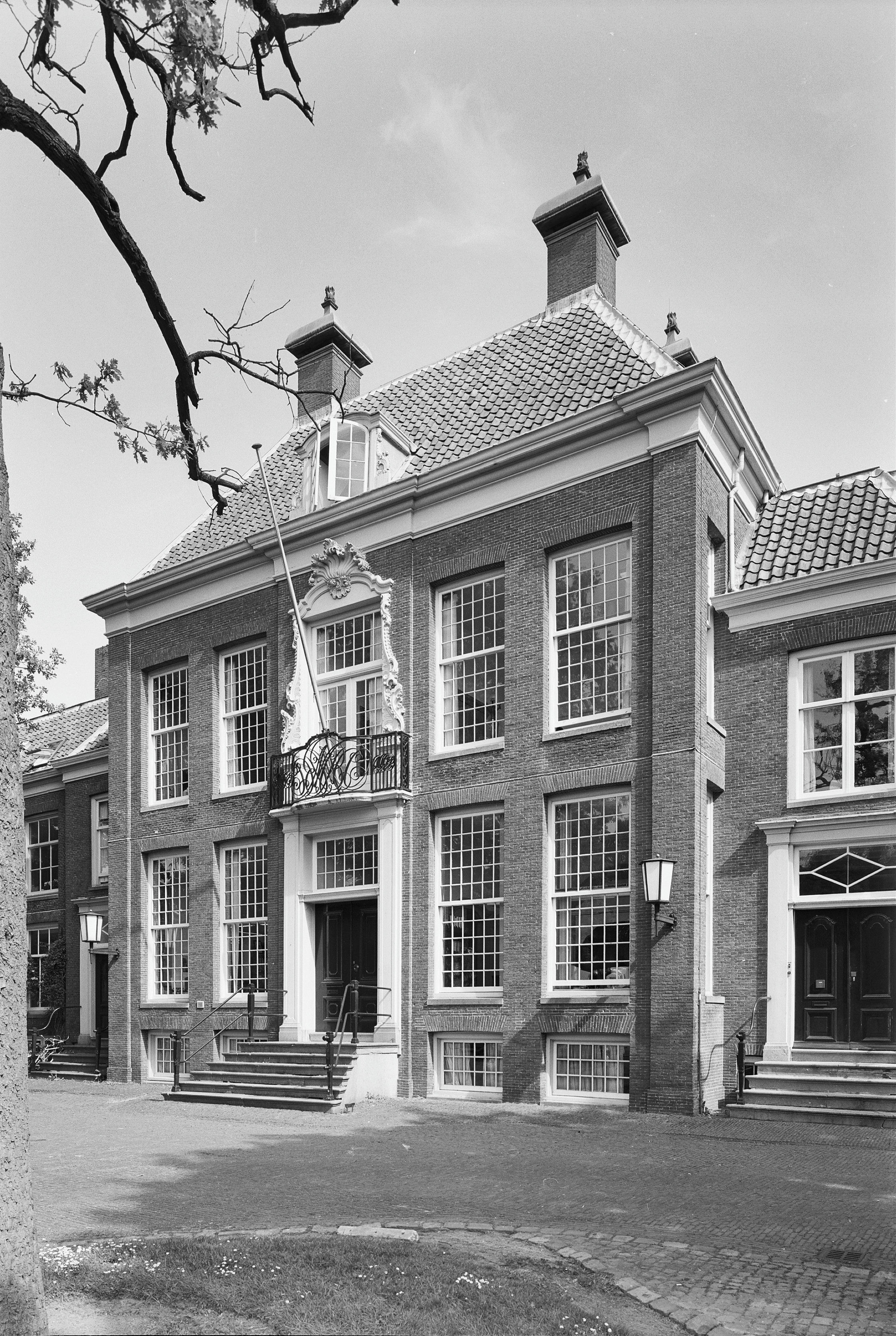
Het Schellingerhuis op het Broederplein te Zeist, dat Cornelis Schellinger zelf liet bouwen.

Als Amsterdamse patriciër kon Cornelis zich verbinden met zijn liefde voor de Broedergemeente door als hoeder en weldoener op zijn grond, een kolonie te stichten waar naast gewetensvrijheid ook vrijheid van godsdienstoefening heerste voor protestantse dissidenten.
Op 29 augustus 1745 kocht Cornelis van Willem Adriaan van Nassau het Slot Zeist. Hierbij werd hij gesteund door graaf Nikolaus von Zinzendorf, de stichter van de Broedergemeente. Zinzendorf kreeg de beschikking over een vleugel van het Slot Zeist. Op de weilanden voor het slot werden later de huizen van de Broedergemeente gebouwd. Aan de ene kant van de oprijlaan naar slot werd een Broederhuis gebouwd voor ongetrouwde broeders, aan de andere zijde kwam het Zusterhuis en Weduwenhuis voor de ongetrouwde zusters en weduwen. In 1746 werd op het Slot een grote synode gehouden om de nieuwe nederzetting in te wijden. Na de voltooiing van het Zusterhuis werden door gemeenteleden de andere huizen gebouwd. Schellinger woonde tot zijn dood in een groot huis aan het Broederplein.

## Heer van Driebergen
In 1745 kocht Cornelis Schellinger ook de vrije en Hoge Heerlijkheid van Zeist en Driebergen, een titel die hij tot zijn dood behield. In 1767 verkocht hij Slot Zeist, de heerlijkheid Zeist en vele andere onroerende goederen aan Maria Agnes, de dochter van graaf Nikolaus. Zelf hield hij de vrije en hoge heerlijkheid van Driebergen, zodat hij toch zich Vrijheer kon blijven noemen. In 1769 stierf zijn vrouw Sofia, op 52-jarige leeftijd na een lang ziekbed. Vijf jaar later stierf zijn enige zoon en naamgenoot op 22-jarige leeftijd aan tuberculose. Cornelis stierf in 1778 en werd bij zijn vrouw en zoon begraven op de begraafplaats van de broedergemeente, die hij gratis afstond. Na zijn dood kwamen de rechten terecht bij zijn beide dochters Sophie en Maria, die daarmee samen de Vrijvrouwen van Driebergen werden. Maria overleed in 1814, Sophia in 1826, beiden te Zeist.
In Driebergen is een straat naar hem genoemd.